# Estación de Guadalajara-Yebes
Guadalajara-Yebes es una estación de ferrocarril de Adif situada entre los términos municipales de Guadalajara y Yebes, en el Programa de Actuación Urbanística de Ciudad Valdeluz, en la provincia de Guadalajara. Está situada a 8 km del centro de la ciudad de Guadalajara.

## Situación ferroviaria
Se encuentra en el punto kilométrico 64,4 de la línea de alta velocidad Madrid-Barcelona-Frontera francesa, entre las estaciones de Madrid-Puerta de Atocha y Calatayud.

## Servicios ferroviarios
La cantidad de trenes que pasan por la estación sin efectuar parada es mucho mayor a la de trenes que efectúan parada en ella. Existe un tren AVE de los que efectúa parada aquí que efectúa parada también en Calatayud, la siguiente estación de la línea. Para ir de una a otra estación es también se puede tomar un tren Alvia, siendo en este caso la oferta entre dos y cuatro circulaciones diarias.
Se trata de una de las estaciones de Alta Velocidad en la que no se ha implantado el servicio Renfe Avant, a pesar de que Renfe adelantó su implantación en 1999.
La falta de servicios de Media Distancia, la distancia de 8 km al centro de la ciudad y la existencia de trenes de cercanías para el recorrido Madrid-Guadalajara no ha favorecido el uso de la estación. Todo esto ha hecho que el número de usuarios sea muy bajo: 80.000 en el año 2010, lo que supone 219 al día. 